# Por el camino de Swann
Por el camino de Swann (en francés, Du côté de chez Swann) es la primera entrega de la obra de Marcel Proust, En busca del tiempo perdido (À la recherche du temps perdu), publicada en siete volúmenes. Este primer volumen, Du côté de chez Swann, fue publicado en 1913, por Grasset, tras ser rechazado por varios editores.
El libro está dividido en tres partes: ‘Combray’, que trata sobre la infancia y primera adolescencia del narrador, cuya figura está íntimamente ligada a la del autor; Un amor de Swann, que puede ser leída como una novela independiente, y que se centra en la historia de amor entre Charles Swann, personaje relacionado con Combray y con la alta sociedad de París, y una cocotte llamada Odette; y ‘Nombres de lugares: el nombre’, de contenido muy evocador, y cercano al poema en prosa.
En la primera parte aparece uno de los pasajes más famosos de la literatura, cuando el narrador come una magdalena mojada en té, lo que desata los recuerdos de su infancia.

## Publicación
Proust empezó a escribir Combray a finales de mayo y principios de junio de 1909. Cuatro extractos de Combray aparecieron en Le Figaro entre marzo de 1912 y marzo de 1913. El primer tomo de En busca del tiempo perdido fue rechazado por varios editores, entre ellos La Nouvelle Revue Française, antes de ser publicado en la editorial de Bernard Grasset por cuenta propia.

## Traducciones
El libro fue traducido por primera vez al español por Pedro Salinas en 1920, que le dio el título con el que suele ser conocido, Por el camino de Swann. En 1981 apareció la versión de Julio Gómez de la Serna, también titulada Por el camino de Swann. A principios de los años 90 la argentina Estela Canto tradujo la obra bajo el título de Del lado de Swann. A principios de la década de 2000 fueron publicadas las versiones de Mauro Armiño y Carlos Manzano, ambas con el título de Por la parte de Swann. En 2016 apareció una nueva traducción, titulada Por el lado de Swann, a cargo de Juan José Q. Soubriet.

## Adaptación cinematográfica
La segunda parte del libro fue adaptada al cine por el director alemán Volker Schlöndorff con el título El amor de Swann (título original: Un amour de Swann, 1983). Los personajes de Charles Swann y Odette de Crécy fueron interpretados por Jeremy Irons y Ornella Muti.